# Autoroute espagnole S-20
Pour les articles homonymes, voir S20.
La S-20 est une voie rapide urbaine qui permet d'accéder à Santander depuis l'A-67 en venant du sud (Madrid, Palencia...).
Elle va se détacher de l'A-67 au sud-ouest de l'agglomération et va se détacher la S-30 avant de desservir toute la zone ouest de l'agglomération.
D'une longueur de 22 km environ, elle relie l'A-67 au sud-ouest de l'agglomération et le centre urbain de Santander sur le prolongement de l'Avenida de la Constitucion

Elle est composée de 8 échangeurs.

## Tracé
- Elle débute au sud-ouest de Santander où elle va bifurquer avec l'A-67 en provenance de Palencia.
- Elle dessert toutes les communes de l'ouest de l'agglomération (San Román de la Llanilla (es), Monte...) mais aussi les zones industrielles de la ville.
- La future Rocade de la baie (S-30) va se détacher avant de prolonger l'Avenida de la Constitucion au nord de la ville.

## Sorties
| Numéro de la sortie | Nom de la sortie                                                  | Bifurcation |
| ------------------- | ----------------------------------------------------------------- | ----------- |
|                     | Bajada de San Juan                                                | Giratoire   |
|                     | Bajada del Caleruco                                               | Giratoire   |
|                     | Avenida de los Castros, La Albericia                              | Giratoire   |
|                     | Autovia                                                           |             |
|                     | Tunnel de La Albericia                                            |             |
| 02                  | Centre Commercial, La Albericia, Cazoña, Corbán, Liencres         | CA-231      |
| 5A                  | Santander, Bilbao, Port de Santander, Aéroport de Santander, S-10 | S-30        |
| 5B                  | Direction Torrelavega, Palencia, Asturies par l'A-67              | A-67        |

### Référence
- Nomenclature